# بلانکا ولاشیچ
بلانکا ولاشیچ (انگلیسی: Blanka Vlašić؛ زادهٔ ۸ نوامبر ۱۹۸۳) ورزشکار دو و میدانی در رشته پرش ارتفاع اهل کرواسی است.